# Schleithal
Schleithal (en alsacià Schlätel) és un municipi francès, situat a la regió del Gran Est, al departament del Baix Rin. L'any 1999 tenia 1.395 habitants. Limita amb Wissembourg, Altenstadt, Seebach i Salmbach.
Forma part del cantó de Wissembourg, del districte de Haguenau-Wissembourg i de la Comunitat de comunes del Pays de Wissembourg.

## Demografia
| 1962  | 1968  | 1975  | 1982  | 1990  | 1999  |
| ----- | ----- | ----- | ----- | ----- | ----- |
| 1.445 | 1.459 | 1.468 | 1.389 | 1.374 | 1.395 |

## Administració
| Període   | Identitat        | Partit |
| --------- | ---------------- | ------ |
| 2001-2008 | Denise Hiebel    |        |
| 2008-     | Joseph Schneider |        |